# Rocher León Dormido
Le rocher León Dormido, aussi appelée rocher Kicker, en espagnol Roca León Dormido, en anglais Kicker's Rock, est une île inhabitée d'Équateur située dans l'archipel des îles Galápagos.
Il s'agit d'un cône de tuf volcanique érodé situé au large de l'île San Cristóbal qui se trouve vers le sud-est.
Il tire son nom de sa forme, évoquant celle d'un lion endormi.
Il constitue un refuge pour de nombreux oiseaux marins, tels les fous à pieds bleus et les phaétons, ainsi que pour les otaries. Dans les eaux baignant le rocher vivent de nombreuses espèces de poissons, des tortues marines, des raies et des requins-marteaux.